# Велика раседна долина
Велика раседна долина или Велика расцелинска долина или Велики источноафрички ров или Fossa magna је највећи систем дубоких раседа на Земљи. Дуг је око 5.000 km, широк 60 до 80 km и дубок до неколико километара. Почиње у југозападној Азији где се налазе Галилејско језеро, Мртво море и река Јордан. Даље се протеже на југ преко Црвеног мора, затим преко Етиопске висоравни до језера Туркана. Ту се раздваја у два крака заобилазећи Језерску висораван на којој се налази Викторијино језеро. Даље према југу налазе се језера: Албертово, Едвардово, Киву, Тангањика (друго по дубини у свету) и Малави. Долина се завршава у доњем току реке Замбези.
Дуж ових раседа вертикално су померени слојеви Земљине коре. Издизањем Земљине коре настали су хорстови. Спуштањем слојева Земљине коре настали су ровови у којима су смештена највећа језера Африке (осим Викторијиног језера). Раседање Земљине коре пратила је вулканска активност, што се види по пространим вулканским платоима и масивима у планинама источне Африке и Етиопије. Ту и данас има активних вулкана.

## Теоријски опсег
Данас се ови рифтови и раседи виде као различити, иако повезани, али првобитно се сматрало да је Велика раседна долина један геолошки систем, који се протеже од Либана на северу до Мозамбика на југу, где чини једну од две физиографске провинције Источноафричких планина. Обухватила је оно што се данас назива либанским делом Рифта Мртвог мора, Јорданску раседну долину, Рифт Црвеног мора и Источноафрички рифт. Ови рифтови и раседи настали су пре приближно 35 милиона година.

## Азија
Најсевернији делови Велике раседне долине одговарају централној секцији онога што се данас назива Рифт Мртвог мора. Ова секција обликује долину Бека у Либану, раздвајајући Либанске од Антилибанских планина. Даље на југу позната је као долина Хула, која раздваја галилејске планине и Голанску висораван.
Река Јордан извире овде и тече према југу кроз језеро Хула, а затим и кроз Галилејско језеро у Израелу. Раседна долина затим се наставља на југ кроз Јорданску раседну долину до Мртвог мора на граници између Израела и Јордана. Од Мртвог мора према југу долину заузимају вади Арабах, Акапски залив и Црвено море.
Уз јужни врх Синаја у Црвеном мору Рифт Мртвог мора сусреће се с Рифтом Црвеног мора, који пролази целом дужином тог мора, а затим избија на источну обалу Африке, где се спаја с Источноафричким рифтом и Аденским гребеном у Афарској депресији. Тај спој назива се Афарска тројна тачка пуцања.

## Африка
Источноафричка пукотина има два крака: Западни и Источни.
Западни, који се назива и Албертински рифт, граничи с неким од највиших планина у Африци, укључујући вулкански ланац Вирунгу те планинске ланце Митумба и Рувензори. Обухвата и језера у Великој раседној долини, која укључују нека од најдубљих језера на свету (дo 1.470 m – Тангањика).
Већи део овог подручја у границама је националних паркова, као што су Национални парк Вирунга у Демократској Републици Конго, Национални парк Рвензори и Национални парк краљице Елизабете у Уганди те Национални парк вулкана у Руанди. Викторијино језеро сматра се делом система раседне долине иако је заправо између два њена крака. Сва афричка велика језера настала су као резултат настанка рифта, а већина их је у раседној долини.
У Кенији, долина је најдубља северно од Наиробија. Будући да језера у Источноафричком рифту немају одвод до мора, а често су плитка, имају висок садржај минерала јер испаравање воде оставља соли иза себе. На пример, језеро Магади има високу концентрацију соде (натријум карбонат), а језера Елментејта, Богорија и Накуру врло су алкална, док су извори слатке воде који опскрбљују језеро Најваша од суштинске важности за подршку садашњој биолошкој разноликости.
Јужни део Велике расједне долине обухвата Малави, треће најдубље слатководно језеро на свету, које досеже дубину 706 m и раздваја висораван Нјаса у северном Мозамбику од Малавија. Раседна долина завршава се у долини Замбезија.

## Палеонтологија
Дуж Велике раседне долине, у отвореним окомитим слојевима, постоје бројна налазишта фосила првих познатих кичмењака, укључујући и породицу Hominidae. Пронађени остаци увелико су помогли да се реконструише еволуцијско стабло човеколиких примата, од претхумане фазе до појаве врсте Homo sapiens. Ту су откривени остаци више од десет врста рода Australopithecus, као и најранији представници врста Homo habilis, Homo erectus / ергастер, архајски Homo sapiens и модерни човек. Највише налаза потиче с територије Етиопије, Кеније, Танзаније, Зимбабвеа и Јужноафричке Републике.

## Галерија
- Вулкан Далол у Етиопији
- Пукотина Ардокуба у Џибутију
- Килиманџаро
- Планина Меру (вулкан у Танзанији)
- Планине Рувензори
- Језеро Мањара у Танзанији
- Река Тана у Кенији